# Parafia św. Maksymiliana Marii Kolbego w Chorzynie-Dąbrówkach
Parafia św. Maksymiliana Marii Kolbego w Chorzynie-Dąbrówkach – parafia rzymskokatolicka, znajdująca się w archidiecezji częstochowskiej, w dekanacie osjakowskim.